# نادي تون بينتري
نادي تون بينتري لكرة القدم (بالإنجليزية: Ton Pentre Football Club)‏ هو نادي كرة قدم ويلزي من مدينة تون بينتري، يلعب حاليا في القسم الأول من دوري الدرجة الثانية الويلزي. تأسس النادي الحالي في سنة 1935، ولكن كان هناك ناديين على الأقل يحملان اسم تون بينتري في السابق ويعود تاريخهما إلى سنة 1896 على الأقل. يُلقب النادي بـبولدوغس روندا (بالإنجليزية: Rhondda Bulldogs)‏.

## الإنجازات
- بطل دوري الدرجة الثانية (13 مرة): 1907–08، 1914–15، 1957–58، 1960–61، 1973–74، 1981–82، 1992–93، 1997–98، 1998–99، 1999–2000، 2000–01، 2001–02، 2004–05.
- وصيف كأس ويلز (مرة واحدة): 1921–22

## وصلات خارجية
- الموقع الرسمي